# Naturschutzgebiet Höhscheider Bachtal
Das Naturschutzgebiet Höhscheider Bachtal ist ein Naturschutzgebiet im Bereich des Höhscheider Bachtals südlich von Höhscheid in der Stadt Leichlingen (Rheinland) und weiter südlich bis Kippekofen in der Stadt Burscheid im Rheinisch-Bergischen Kreis.

## Beschreibung
Das Höhscheider Bachtal ist ein breites Sohlental des Höhscheider Baches mit bewaldeten Talhängen. 
Entlang der Tal- und Uferböschungen sieht man alte Baumreihen und großkroniges Ufergehölz. An den Hängen stehen Feldgehölze und Gebüsche. Das Bachtal weist gut ausgebildete und gefährdete Pflanzengesellschaften, naturnahe Bachabschnitte und einen wertvoll ausgebildeten Biotopkomplex auf. Ebenso verfügt es über ein verzweigtes Bachtalsystem mit zulaufenden Quellsiefen zu einem naturnah mäandrierendem Bach. Es soll mit seinen Gehölzbeständen sowie dem extensiv genutzten Grünland als strukturreicher Lebensraum gebietstypischer Arten geschützt werden.

## Schutzziele
Der Naturschutz hat folgende Ziele:
- Sicherung der Funktion als Biotopverbundfläche von herausragender Bedeutung mit Verbindungsflächen und Verbindungselementen,
- Erhaltung und Entwicklung des Landschaftsraumes in seiner besonderen Eigenart, Seltenheit und hervorragenden Schönheit,
- Schutz, Pflege und Entwicklung der an naturnahe Quellsiefen, einem naturnah mäandrierendem Bach, Gehölzbeständen, Buchen- und Traubeneichen-Mischwald sowie extensiv genutztem Grünland gebundenen Lebensgemeinschaften sowie Standort angepasster, charakteristischer und seltener Tier- und Pflanzenarten,
- Erhaltung und Sicherung der artenreichen Magerwiesen bzw. Magerweiden.[2]

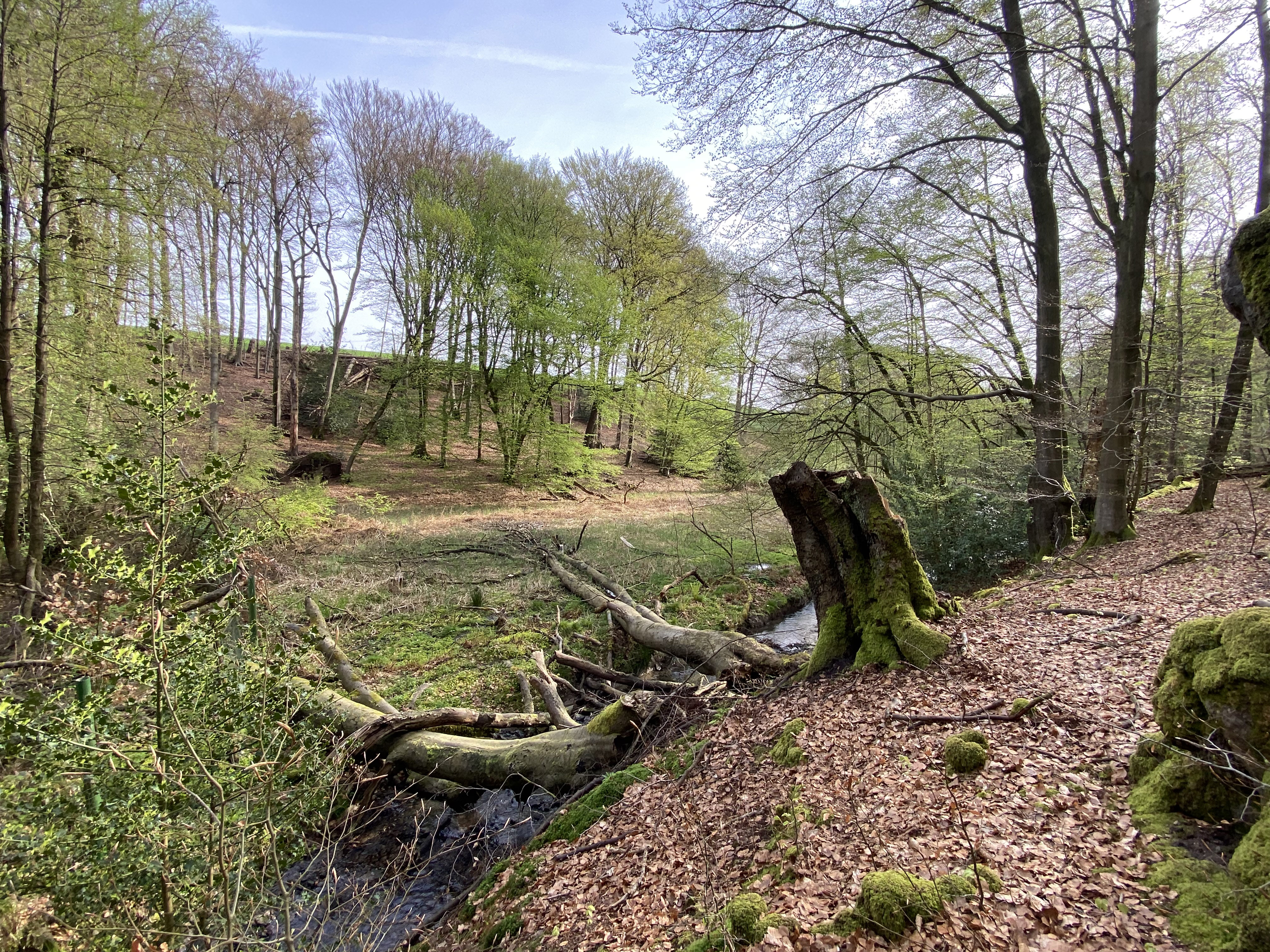
NSG im westlichen Teil (Wersbachtal)
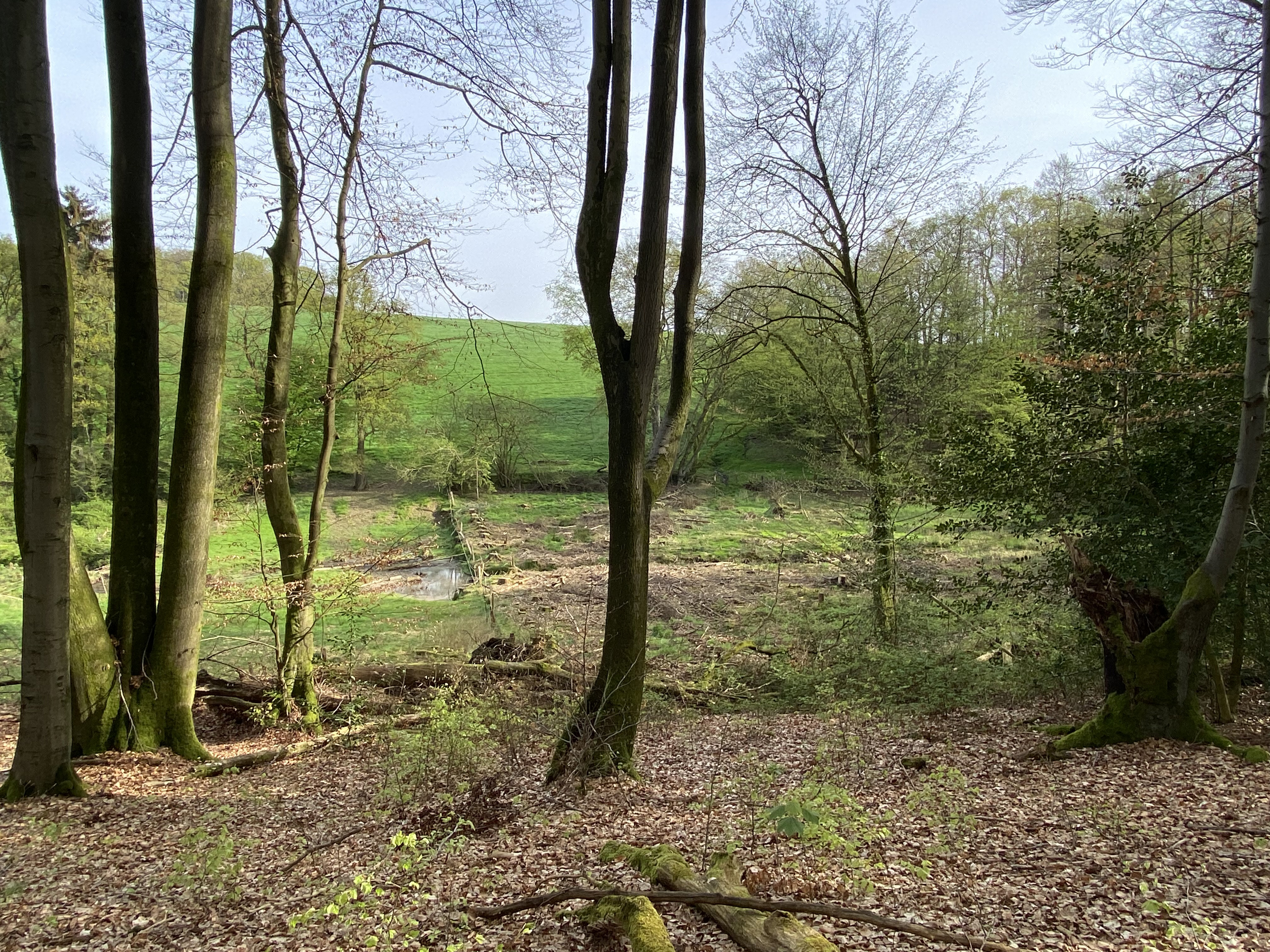
NSG im westlichen Teil (Wersbachtal)
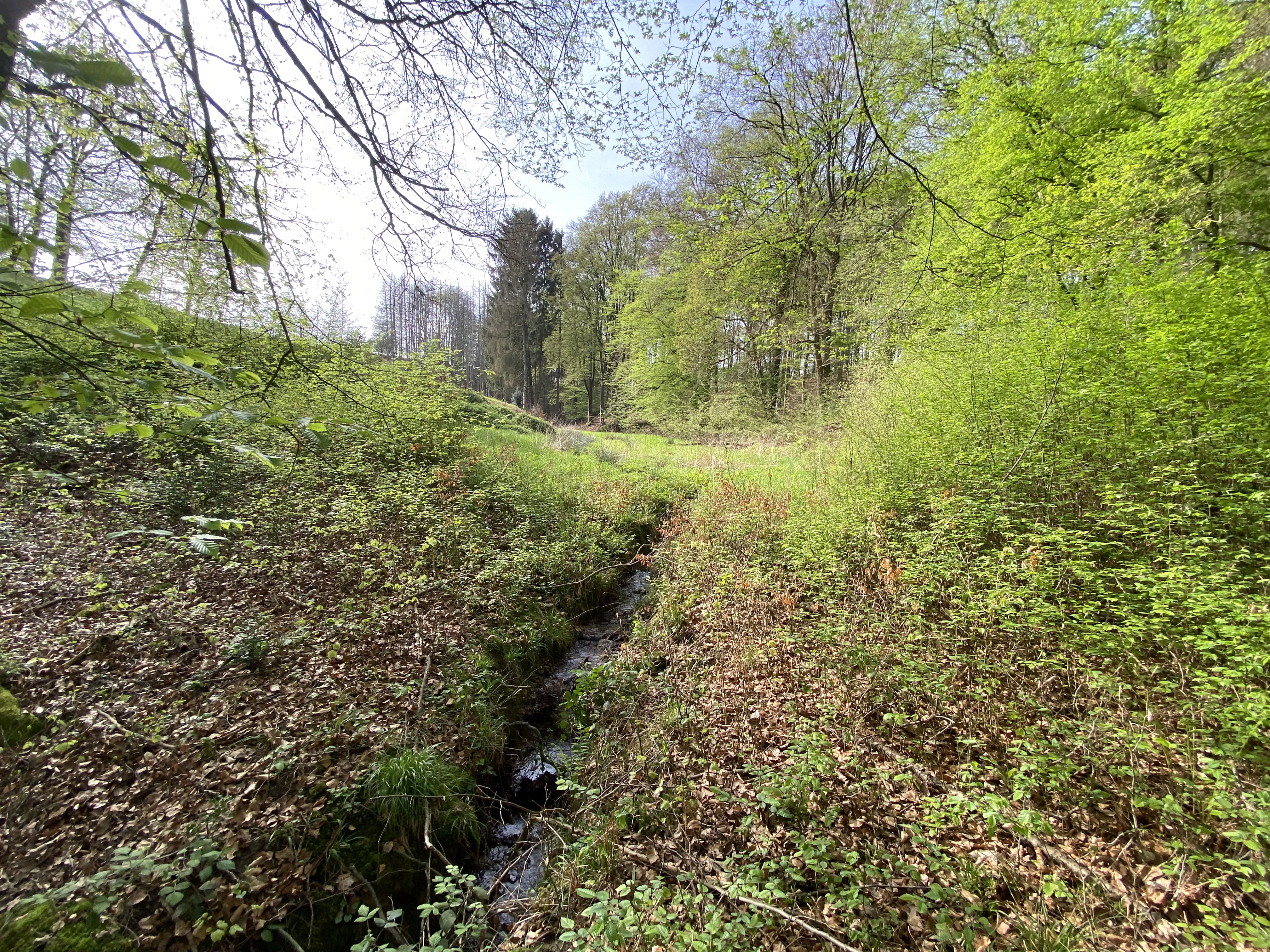
Buschfelder Siefen
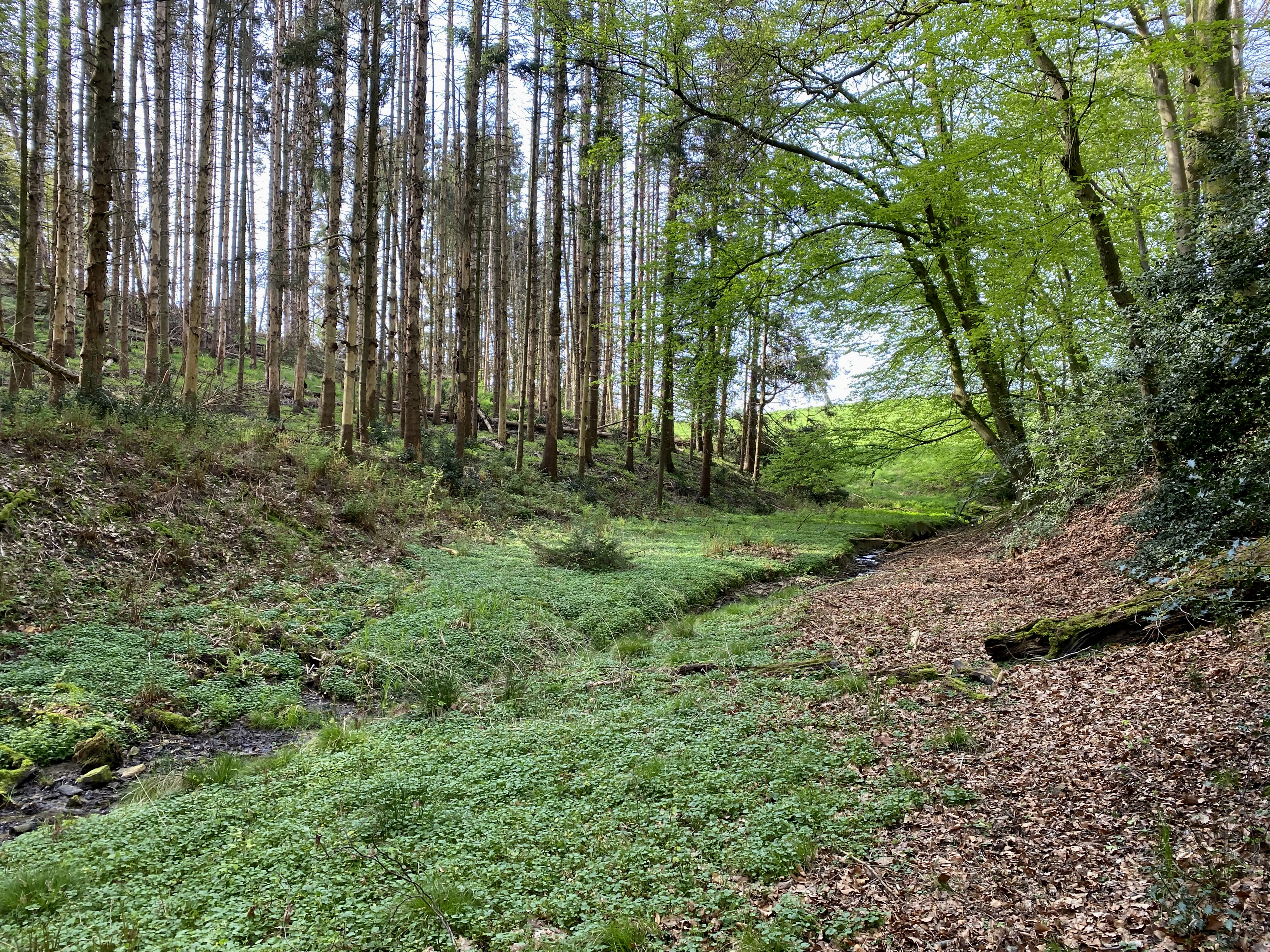
Buschfelder Siefen nahe der Quelle
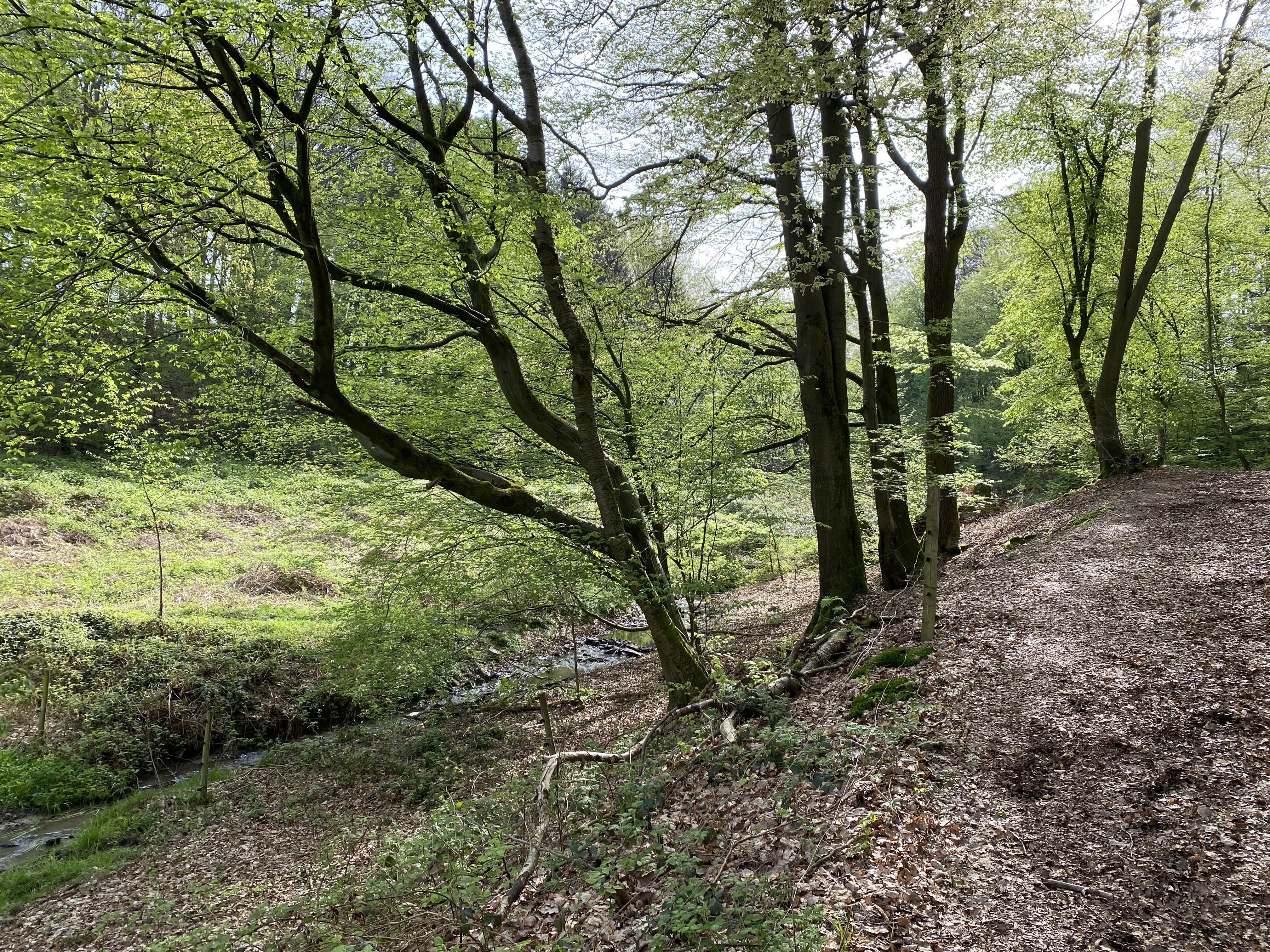
NSG im Bachtal des Kippekofen
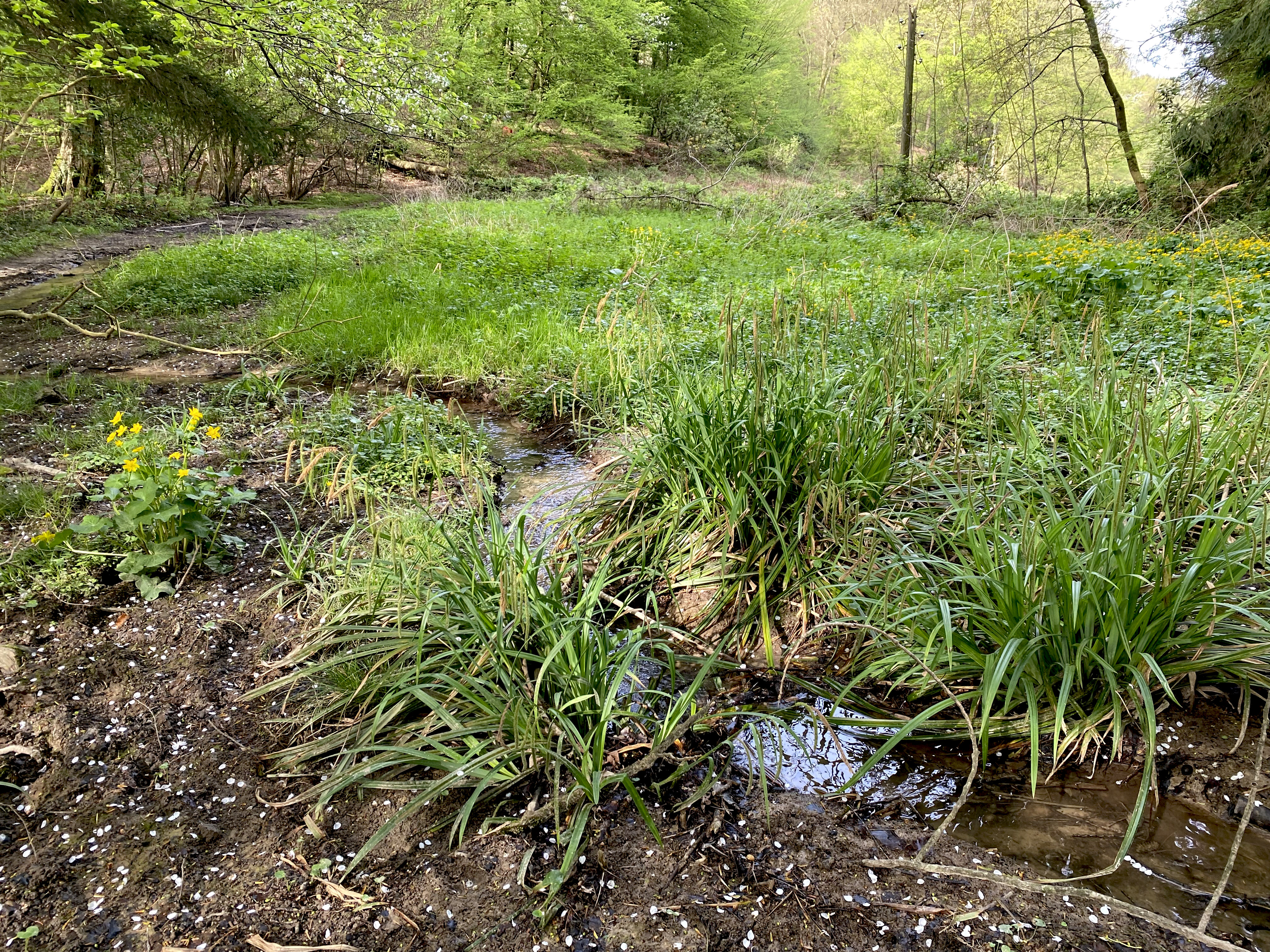
Sumpfwiese im Bachtal des Kippekofen
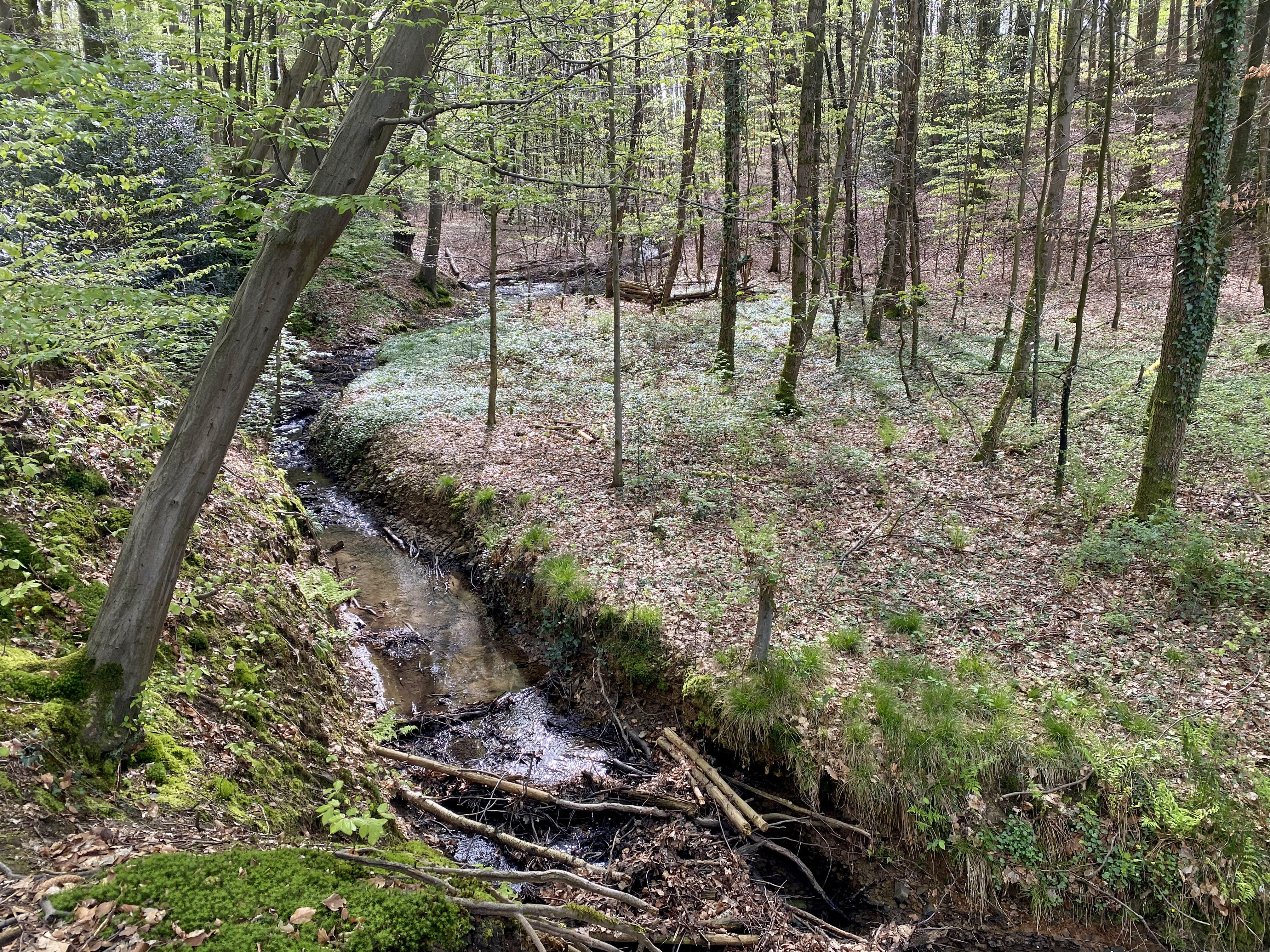
Wersbach im östlichen Teil des NSG
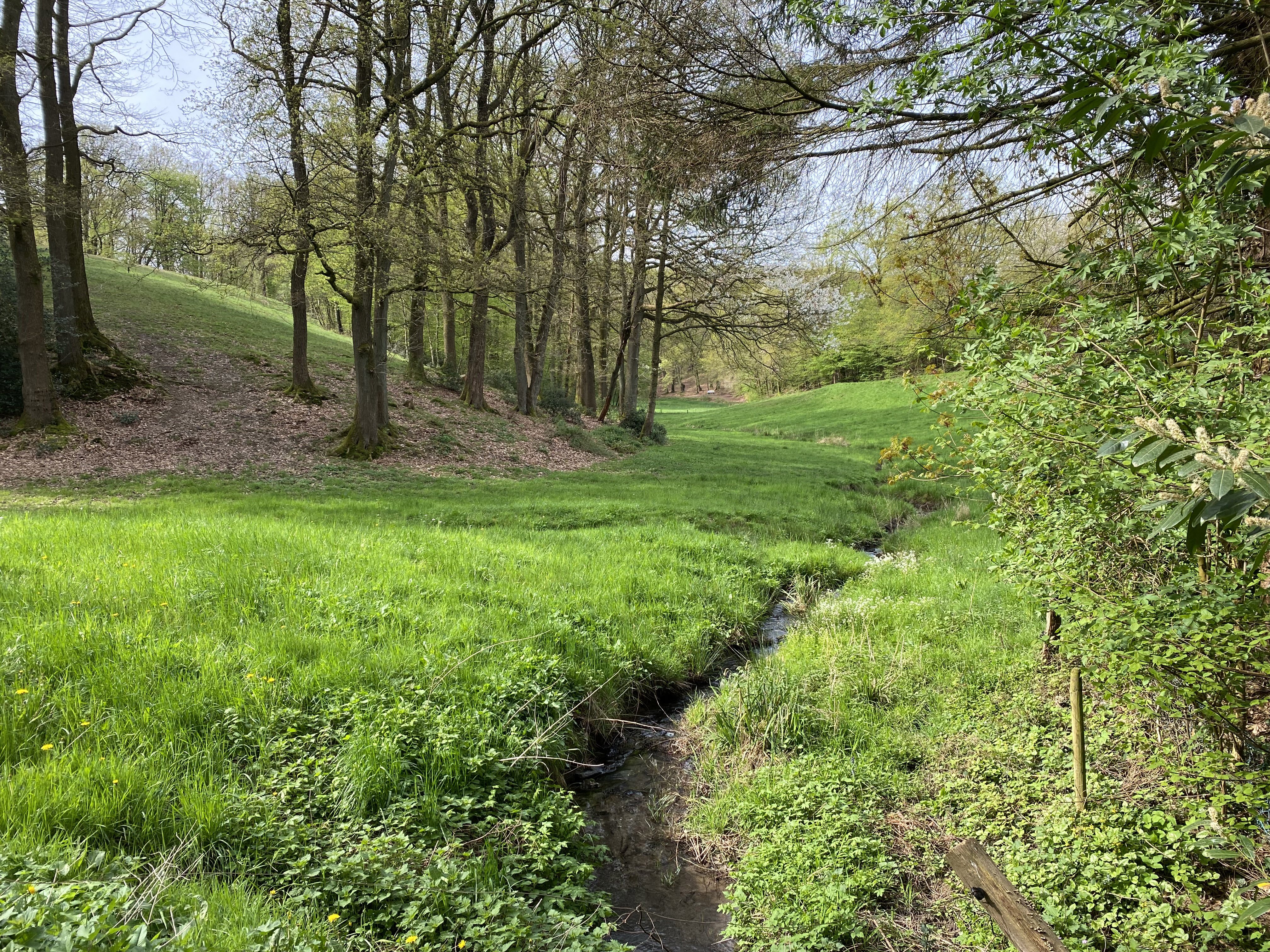
Höhscheider Bach (vorne) fließt dem Wersbach zu (links)
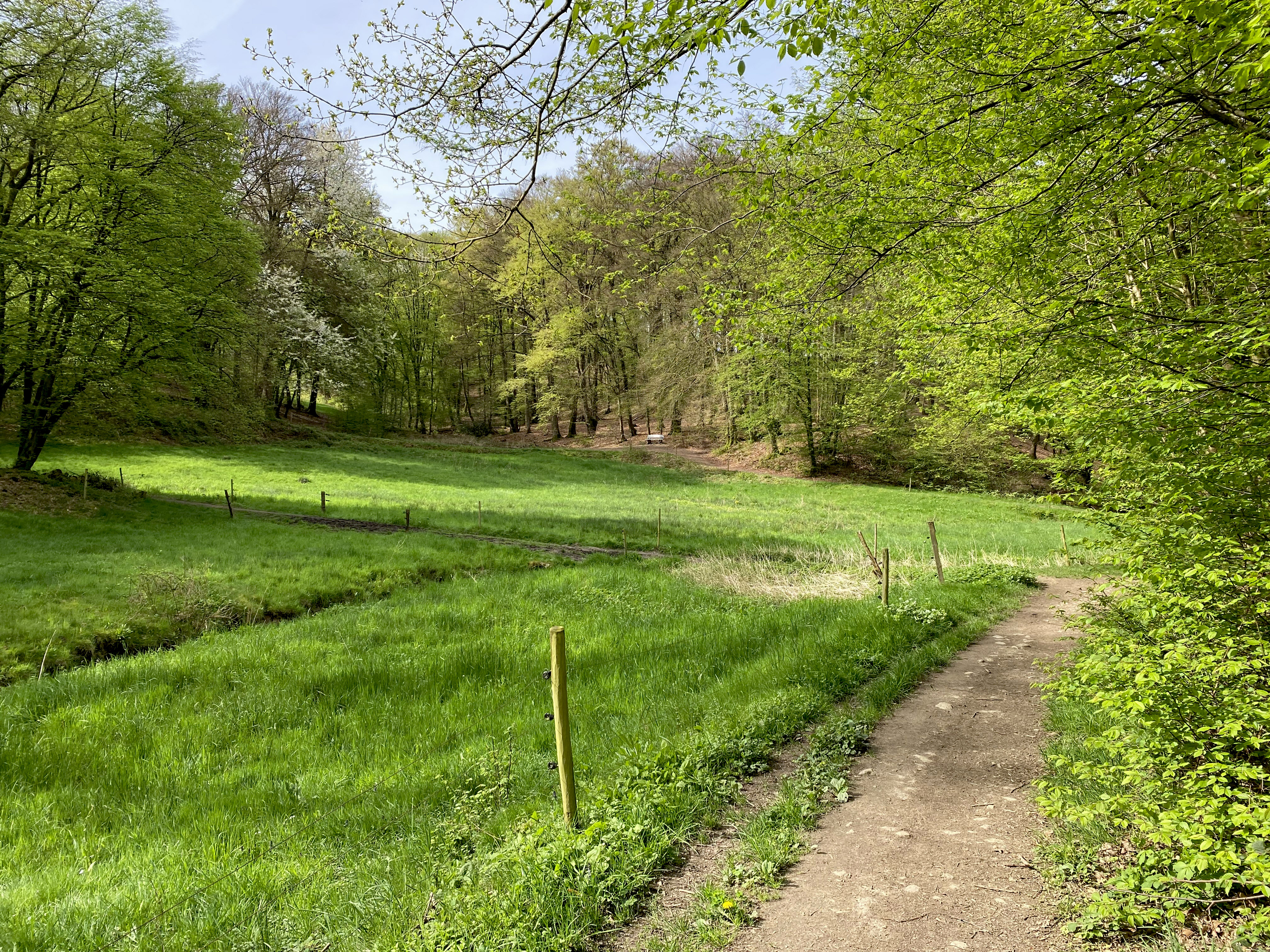
Feuchtwiesen im Zentrum des NSG